# تئونا تودادزه
تئونا تودادزه (گرجی: თეონა თოდაძე؛ زادهٔ ۳ مارس ۱۹۹۳) بازیکن فوتبال اهل گرجستان است.
وی همچنین در تیم‌های ملی فوتبال Georgia women's national football team بازی کرده‌است.